# Brimstage
Brimstage är en by i unparished area Bebington, i distriktet Wirral, i grevskapet Merseyside i England. Byn är belägen 9 km från Liverpool. Brimstage var en civil parish 1866–1974. Civil parish hade 135 invånare år 1951.